# Exechia chandleri
Exechia chandleri är en tvåvingeart som beskrevs av Caspers 1987. Exechia chandleri ingår i släktet Exechia och familjen svampmyggor. Arten är reproducerande i Sverige. Inga underarter finns listade i Catalogue of Life.